# سيمون فرازير (دبلوماسي)
سيمون فرازير (بالإنجليزية: Simon Fraser)‏ هو دبلوماسي بريطاني، ولد في 3 يونيو 1958.